# Rhytidosteus
Rhytidosteus is een geslacht van uitgestorven temnospondyle Batrachomorpha (basale 'amfibieën')  uit het Vroeg-Trias van Zuid-Afrika. In 2019 werden de overblijfselen ook gemeld uit de regio Astrachan, Rusland.
De typesoort Rhytidosteus capensis werd in 1884 benoemd door Richard Owen. De geslachtsnaam betekent 'met gerimpeld bot', een verwijzing naar het 'rhytidoganoïde' botoppervlak. De soortaanduiding verwijst naar de herkomst uit de Kaapprovincie.
Het holotype BMNH R455 werd bij de Beersheba-boerderij gevonden in een laag van de Katbergformatie. Dit fossiel werd aangekocht door een zekere mijnheer Swanopol en door deze in het museum van Bloemfontein geplaatst. Exton zond het naar Owen in Engeland voor verdere preparatie en studie en daarmee was Zuid-Afrika het fossiel kwijt want Owen had de gewoonte zulke stukken in het belang van de wetenschap maar onder zich te houden. Hij prees het bestuur van het museum om diens 'verlichte handelswijze'. Het bestaat uit een schedel met een stuk onderkaak. Toegewezen werd specimen R503, een schedel met een sleutelbeen.
In 1993 werd Rhytidosteus uralensis Shishkin, 1993 benoemd maar niet correct gepubliceerd. Dat werd in 1994 verholpen. De soortaanduiding verwijst naar de herkomst uit de Oeral. Het holotype is PIN No. 2394/17, een linkerdentarium. Aan deze soort zijn verschillende losse botten toegewezen.
Rhytidoosteus werd ongeveer een anderhalve meter lang.